# Liste der Autobahnen in Spanien

Netz der Autovías und Autopistas

In Spanien gibt es zwei Begriffe für Autobahnen: Autovía und Autopista. Die Unterscheidung hat ihren Ursprung in den 1980er Jahren, als das spanische Straßennetz mit EU-Fördermitteln schnell modernisiert werden sollte. Wichtige Nationalstraßen wurden vierspurig ausgebaut und – zur Unterscheidung von den wenigen bestehenden Autopistas – als Autovías bezeichnet. Bereits Mitte der 1990er Jahre jedoch wurde dazu übergegangen, Autovias auch parallel zu den bestehenden Nationalstraßen zu bauen.
Seit der Neunummerierung des Straßennetzes 2003 sind Autopistas privat gebaute und privatwirtschaftlich betriebene Autobahnen, während Autovias von einem öffentlichen Träger gebaut und unterhalten werden.
Teilweise existieren mit wenigen Kilometern Abstand parallel verlaufende Autopistas und Autovías mit derselben Nummer, beispielsweise die A-7 und die AP-7 entlang der Costa del Sol oder die A-68 und die AP-68 in Saragossa. Hier weisen die Autovías eine vergleichsweise hohe Dichte an Ausfahrten auf, wodurch sie eine Zubringerfunktion erfüllen, während sich an den Autopistas nur wenige Ausfahrten befinden, sodass diese vor allem dem Durchgangsverkehr dienen.
AP (Autopista-) und A (Autovía) – Abschnitte können aber auch einander abwechseln. Zum Beispiel ist die A-1 Madrid-San Sebastián überwiegend mautfrei, streckenweise wird sie aber als AP-1 mautpflichtig. 
Autopistas sind in der Regel besser ausgebaut: sie haben größere Kurvenradien, aufwändiger gestaltete Ein- und Ausfahrten und geringere Steigungen. Sie sind in jedem Fall kreuzungsfrei ausgebaut, während Autovías in Ampelkreuzungen enden können (inzwischen sehr selten). Außerdem sind Autovías immer kostenlos, Autopistas dagegen teilweise mautpflichtig. Die Nummerierung von Autovías, sofern sie vom Staat unterhalten wird, beginnt mit A, die von Autopistas mit AP, wobei es aber Ausnahmen von dieser Regel gibt. Daneben gibt es eine Vielzahl von Autovías in provinzialer oder regionaler Trägerschaft, die dann andere Bezeichnungen haben können. In der Auflistung wird nicht zwischen den beiden Bezeichnungen differenziert. Generell gilt, dass die Zahl der Autovías deutlich überwiegt. Insgesamt hat Spanien (nach der Volksrepublik China und den USA und vor Deutschland) eines der längsten Schnellstraßennetze der Welt.

## Liste aller Autobahnen

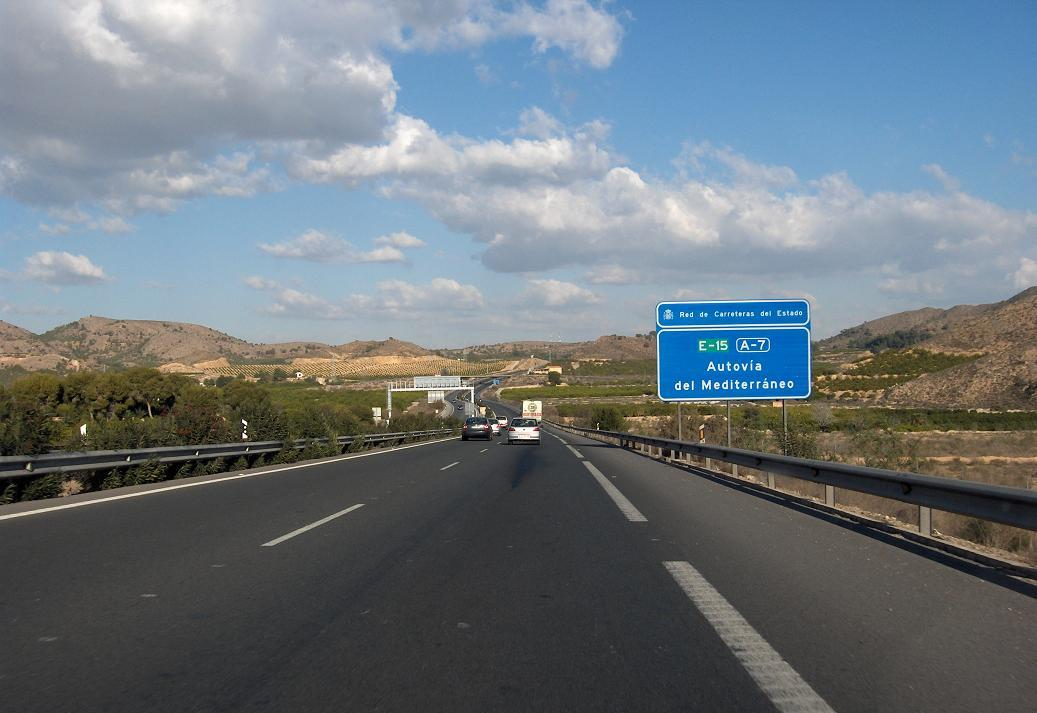
A-7 in der Region Murcia

| Kürzel                | Name                                     | Strecke |
| --------------------- | ---------------------------------------- | --- |
| A-1                   | Autovía del Norte                        | Madrid – Burgos – Armiñón – Vitoria – Alsasua – Tolosa – San Sebastián                                                                            |
| AP-1                  | Autopista del Norte                      | Burgos – Armiñón / Vitoria – Eibar |
| A-2                   | Autovía del Nordeste                     | Madrid – Guadalajara – Saragossa – Lleida – Barcelona, Vidreres – Girona                                                                          |
| AP-2                  | Autopista del Nordeste                   | Saragossa – Lleida – Barcelona |
| A-3                   | Autovía del Este                         | Madrid – Atalaya del Cañavate – Valencia |
| A-4                   | Autovía del Sur                          | Madrid – Córdoba – Sevilla – Dos Hermanas / Jerez de la Frontera – Cádiz                                                                          |
| AP-4                  | Autopista del Sur                        | Dos Hermanas – Jerez de la Frontera – Cádiz |
| A-5                   | Autovía del Suroeste                     | Madrid – Mérida – Badajoz (Grenze zu Portugal) |
| A-6                   | Autovía del Noroeste                     | Madrid – Collado Villalba (Autopista AP-6) Adanero – Tordesillas – Benavente – Lugo – Arteixo (A Coruña)                                          |
| AP-6                  | Autopista del Nordeste                   | Collado Villalba – Adanero |
| A-7                   | Autovía del Mediterráneo                 | Tarragona – Valencia – Alicante – Murcia – Almería – Málaga – Algeciras                                                                           |
| AP-7                  | Autopista del Mediterráneo               | La Jonquera (Grenze zu Frankreich) – Girona – Barcelona – Tarragona – Valencia – Alicante – Murcia – Vera / Torremolinos (Málaga) – Torreguadiaro |
| A-8                   | Autovía del Cantábrico                   | Bilbao – Torrelavega – Gijón |
| AP-8                  | Autopista del Cantábrico                 | Irún (Grenze zu Frankreich) – San Sebastián – Bilbao                                                                                              |
| AP-9                  | Autopista del Atlántico                  | Ferrol – A Coruña – Santiago de Compostela – Pontevedra – Vigo – Tui (Grenze zu Portugal)                                                         |
| AP-9F                 | Autovía de Atlántico                     | Guísamo – Ferrol |
| AP-9V                 | Autovía de Atlántico                     | Vigo |
| A-10                  | Autovía de la Barranca                   | Irurtzun – Alsasua |
| A-11                  | Autovía del Duero                        | Valladolid – Zamora |
| A-12                  | Autovía del Camino de Santiago           | Pamplona – Logroño – Burgos – León |
| A-13                  | Autovía Logrono-Soria                    | Logroño – Soria – in Bau und in Planung – |
| A-14                  | Autovía Lleida-Francia                   | Lleida – Canejan – in Bau und in Planung – |
| A-15                  | Autovía de Navarra                       | Andoain – Pamplona – Tudela |
| AP-15                 | Autopista de Navarra                     | Tudela – Pamplona – Irurtzun |
| Autopista del Maresme | Barcelona Sur – Tarragona                | |
| C-17                  | –                                        | Barcelona – Vic |
| C-16                  | –                                        | Barcelona – Berga |
| Autopista del Maresme | Lloret de Mar                            | |
| A-21                  | Autovía del Pirineo                      | Noáin (Pamplona) – Jaca – in Bau und in Planung, fertiggestellt zwischen Noáin und Tiermas –                                                      |
| A-22                  | Autovía Huesca-Lleida                    | Huesca – Lleida – in Bau und in Planung – |
| A-23                  | Autovía Mudéjar                          | Sagunto – Teruel – Saragossa – Huesca |
| A-24                  | Autovía Daroca-Burgos                    | Daroca – Burgos – in Bau und in Planung – |
| A-25                  | Autovía Alcolea del Pinar-Alcañiz        | Alcolea del Pinar – Alcañiz – in Planung – |
| A-26                  | Autovía del Eje Pirenaico                | Figueres – Campdevànol – in Bau und in Planung, fertiggestellt zwischen Besalú und Olot –                                                         |
| A-27                  | Autovía Tarragona-Lleida                 | Tarragona – Lleida – in Bau und in Planung – |
| A-28                  | Autovía de la Alcarria                   | Guadalajara – Tarancón – in Bau und in Planung –                                                                                                  |
| A-30                  | Autovía de Murcia                        | Albacete – Murcia – Cartagena |
| A-31                  | Autovía de Alicante                      | Atalaya del Cañavate – Albacete – Alicante |
| A-32                  | Autovía Linares-Albacete                 | Bailén – Albacete – in Bau und in Planung – |
| A-33                  | Autovía Cieza-Fuente la Higuera          | Cieza – Fuente la Higuera – in Bau und in Planung –                                                                                               |
| A-35                  | Autovía Almansa-Játiva                   | Almansa – Játiva |
| AP-36                 | Autopista Ocana-La Roda                  | Ocaña (Toledo) – La Roda (Albacete) |
| AP-37                 | Autopista Alicante-Murcia                | Alicante – Murcia – in Bau und in Planung – |
| A-38                  | Autovía Valencia-Santa Pola              | Valencia – Santa Pola – in Bau und in Planung –                                                                                                   |
| A-40                  | Autovía de Castilla-La Mancha            | Maqueda – Toledo |
| A-41                  | Autovía Ciudad Real-Puertollano          | Ciudad Real – Puertollano |
| AP-41                 | Autovía Madrid-Córdoba                   | Madrid – Córdoba – zum Teil in Bau und in Planung –                                                                                               |
| A-42                  | Autovía de Toledo                        | Madrid – Toledo |
| A-43                  | Autovia Extremadura-Comunidad Valenciana | Mérida – Atalaya del Cañavate – zum Teil in Bau und in Planung –                                                                                  |
| A-44                  | Autovía de Sierra Nevada                 | Bailén – Jaén – Granada – Motril |
| A-45                  | Autovía de Málaga                        | Córdoba – Málaga |
| AP-46                 | Autopista de Málaga                      | Alto de las Pedrizas – Málaga |
| A-47                  | Autovía Sevilla-Rosal de la Frontera     | El Garrobo – Rosal de la Frontera – in Bau und in Planung –                                                                                       |
| A-48                  | Autovía Costa de la Luz                  | Tres Caminos – Vejer de la Frontera – Algeciras – zum Teil in Bau und in Planung –                                                                |
| A-49                  | Autovía del Quinto Centenario            | Sevilla – Huelva – Ayamonte – (Grenze zu Portugal)                                                                                                |

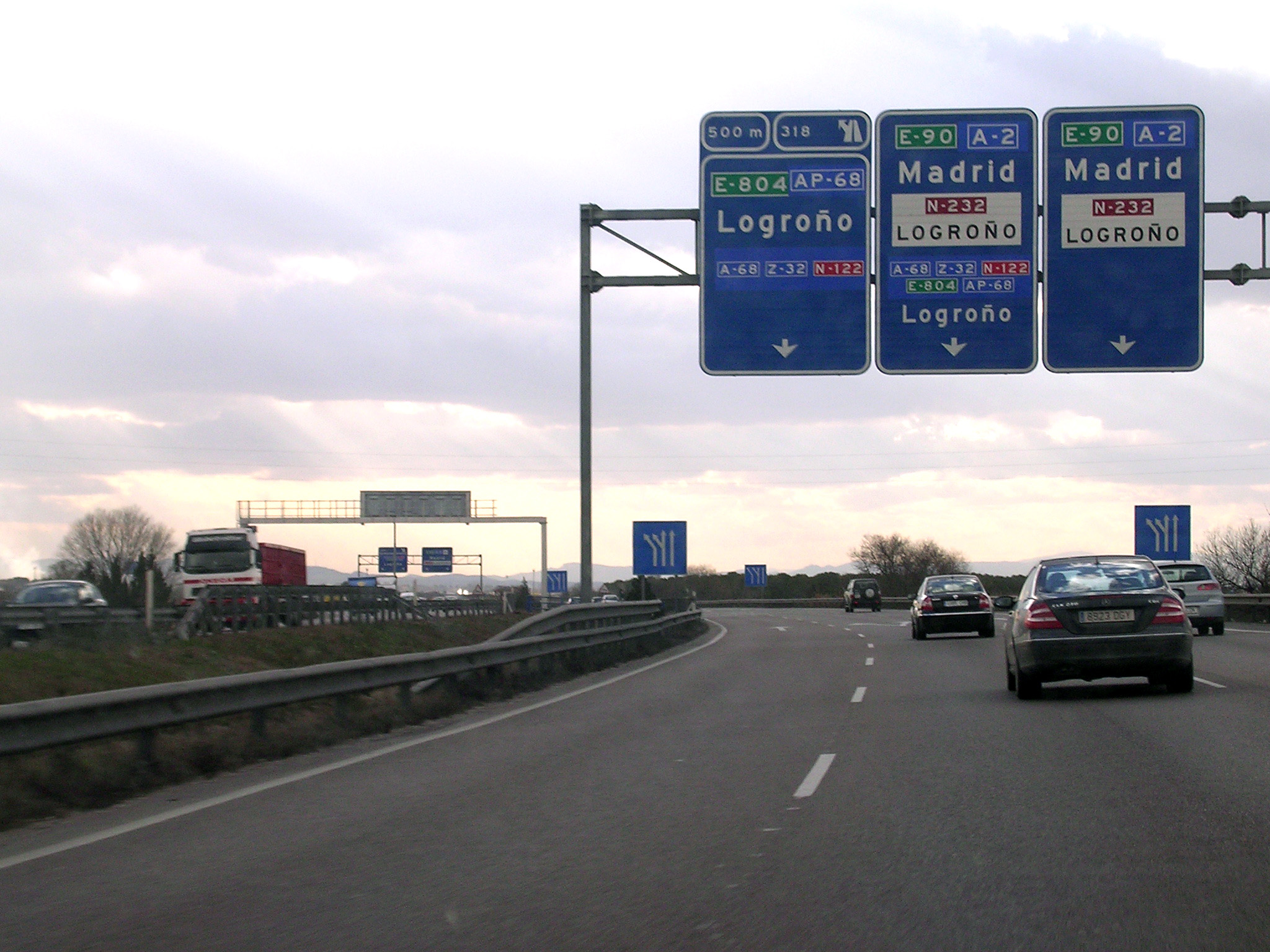
Verwirrende Vielfalt der Bezeichnungen: Autobahnknoten in Saragossa

| A-50                  | Autovía de la Cultura                    | Ávila – Salamanca |
| A-51                  | Circunvalación de Ávila                  | Ávila |

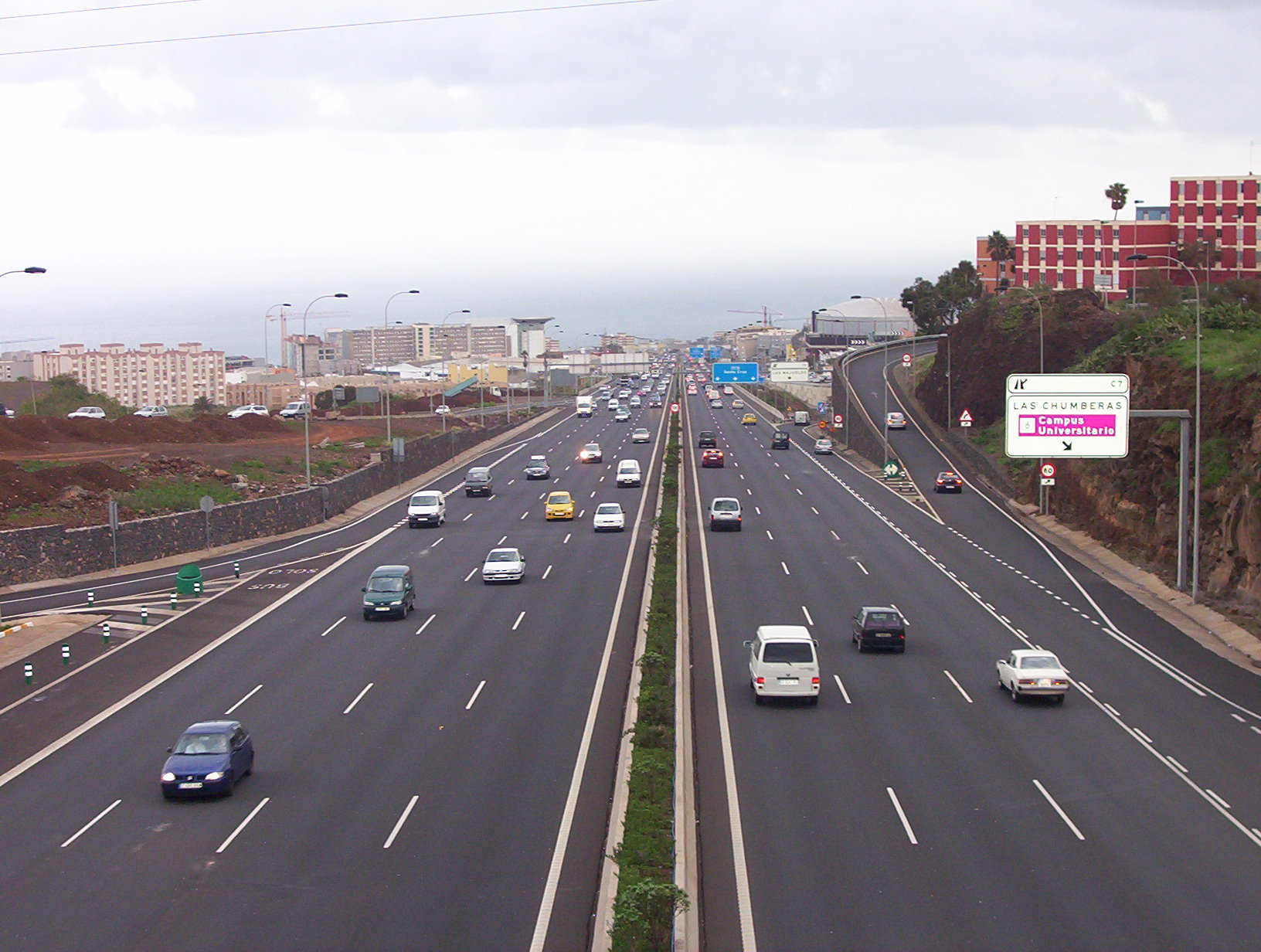
TF-5 bei La Laguna

| AP-51                 | Conexión Ávila                           | Villacastín – Ávila |
| A-52                  | Autovía de las Rías Bajas                | Benavente – Ourense – Vigo |
| AP-53                 | Autopista Central Gallega                | Santiago de Compostela – Ourense |
| A-54                  | Autovía del Aeropuerto                   | Santiago de Compostela – Flughafen Santiago – Lugo – zum Teil in Bau und in Planung –                                                             |
| A-55                  | Autovía del Atlántico                    | Vigo – Tui – (Grenze zu Portugal) |
| A-56                  | Autovía Lugo-Ourense                     | Lugo – Ourense – in Bau und in Planung – |
| A-57                  | Autovía Razos-Barro                      | Razos de Borbén – Barro – in Bau und in Planung –                                                                                                 |
| A-58                  | Autovía Trujillo-Cáceres                 | Trujillo – Cáceres – in Bau und in Planung – |
| A-59                  | Autovía Vilaboa-Vigo                     | Vilaboa – Vigo – in Bau und in Planung – |
| A-60                  | Autovía Valladolid-León                  | Valladolid – León – in Bau und in Planung – |
| AP-61                 | Conexión Segovia                         | San Rafael – Segovia |
| A-62                  | Autovía de Castilla                      | Burgos – Valladolid – Salamanca – Fuentes de Oñoro – (Grenze zu Portugal)                                                                         |
| A-63                  | Autovía Oviedo-La Espina                 | Oviedo – Grado – La Espina – zum Teil in Bau und in Planung –                                                                                     |
| A-64                  | Autovía Oviedo-Vallaviciosa              | Villaviciosa – Oviedo |
| A-65                  | Autovía Benavente-Palencia               | Benavente – Palencia – in Bau und in Planung – |
| A-66                  | Autovía Ruta de la Plata                 | Gijón – Oviedo – León – Sevilla |
| AP-66                 | Autopista Ruta de la Plata               | Campomanes – León |
| A-67                  | Autovía Cantabria-Meseta                 | Santander – Palencia |
| A-68                  | Autovía del Ebro                         | Valdealgorfa – Saragossa – Logroño – Miranda de Ebro – zum Teil in Bau und in Planung –                                                           |
| AP-68                 | Autopista Vasco-Aragonesa                | Bilbao – Logroño – Saragossa |
| AP-69                 | Autopista Dos Mares                      | Pesquera – Miranda de Ebro – in Bau und in Planung –                                                                                              |
| A-70                  | Circunvalación Alicante                  | Alicante – Elche |
| AP-71                 | Autovía León-Astorga                     | León – Astorga |
| A-72                  | Autovía Monforte-Chantada                | Monforte de Lemos – Chantada – in Bau und in Planung –                                                                                            |
| A-73                  | Autovía Burgos-Aguilar de Campoo         | Burgos – Aguilar de Campoo – in Bau und in Planung –                                                                                              |
| A-75                  | Conexión A-52-Portugal                   | Verín – Portugal |
| A-76                  | Autovía Ponferrada-Orense                | Ponferrada – Orense – in Bau und in Planung – |
| A-80                  | Autovía del Sella                        | Ribadesella – Cangas de Onís – in Bau und in Planung –                                                                                            |
| A-81                  | Autovía Badajoz-Granada                  | Badajoz – Granada – in Bau und in Planung – |
| A-83                  | Autovía Huelva-Zafra                     | Huelva – Zafra – in Bau und in Planung – |
| A-85                  | Autovía Barreiros-San Cibrao             | Barreiros – San Cibrao – in Bau und in Planung –                                                                                                  |
| A-91                  | Autovía Puerto Lumbreras-Vélez Rubio     | Puerto Lumbreras – Vélez Rubio |

## Regionalautobahnen
Darüber hinaus unterhalten auch die einzelnen Regionen (Autonome Gemeinschaften) zum Teil noch Schnellstraßen. Dazu zählen auch die meisten Ringstraßen im Bereich der Ballungszentren. Diese zum Teil autobahnähnlich ausgebauten Straßen sind mit Kürzeln der jeweiligen Region oder deren Hauptstadt gekennzeichnet. Beispiele für diese Regionalautobahnen:
| Kürzel           | Name                                         | Strecke                                                                                                  |
| ---------------- | -------------------------------------------- | --- |
| A-92             |                                              | Sevilla – Almería („A“ steht hier für Andalusien „92“ für das Jahr der Eröffnung zur Expo 92 in Sevilla) |
| B-10             | Ronda del Litoral                            | südöstlicher Autobahnring Barcelona                                                                      |
| B-20             | Ronda de Dalt                                | nordwestlicher Autobahnring Barcelona                                                                    |
| B-23             | Verbindungsspange A 2 – B-20                 | Barcelona – Sant Feliu de Llobregat                                                                      |
| B-24             |                                              | Molins de Rei – Vallirana                                                                                |
| C-16             | Autovia Eix del Llobregat                    | Barcelona – Berga („C“ für Catalunya / Katalonien)                                                       |
| C-17             | Autovia de l'Ametila                         | Barcelona – Vic                                                                                          |
| C-25             | Eix Transversal                              | Girona – Cervera (derzeit nur bei Manresa vierspurig)                                                    |
| C-32             | Autopista del Maresme                        | Lloret de Mar – Barcelona – El Vendrell                                                                  |
| C-58             | Autopista del Vallès                         | Barcelona – Terrassa                                                                                     |
| C-60             | Autopista de La Roca                         | Mataró – La Roca del Vallès                                                                              |
| GC-1             | Autopista del Sur de Gran Canaria            | |
| GC-2             | Autovía del Norte de Gran Canaria            | |
| GC-3             | Circunvalación de Las Palmas de Gran Canaria | |
| GC-4             |                                              | |
| M-21             |                                              | San Fernando de Henares                                                                                  |
| M-23             |                                              | Madrid                                                                                                   |
| M-30             |                                              | Autobahnring von Madrid                                                                                  |
| MA-20            |                                              | Autobahnring von Málaga                                                                                  |
| Ma-1             |                                              | Palma – Andratx                                                                                          |
| Ma-13            |                                              | Palma – Alcúdia                                                                                          |
| Ma-15            |                                              | Palma – Manacor                                                                                          |
| Ma-19            |                                              | Palma – Santanyí                                                                                         |
| Ma-20            | Autobahnring von Palma                       | |
| TF-1, TF-2, TF-5 |                                              | Autobahnen auf Teneriffa                                                                                 |

## Liste der Radialautobahnen
Diese Ausfallstraßen wurden rund um Madrid parallel zu den bestehenden Autobahnen A-1 bis A-5 gebaut, um diese während des Berufsverkehrs und an Tagen mit hohem Verkehrsaufkommen zu entlasten.
| R-1 | Madrid – El Molar*                   |
| R-2 | Madrid – Guadalajara                 |
| R-3 | Madrid – Arganda del Rey – Tarancón* |
| R-4 | Madrid – Aranjuez – Ocaña            |
| R-5 | Madrid – Navalcarnero                |

* im Bau / in Planung